# Jerry Schatzberg
Jerry Schatzberg (n. 26 iunie 1927 în Bronx, New York) este un fotograf și regizor de film.
În 1968, Schatzberg a divorțat în Cd. Juárez, Mexic. Au trăit împreună doar 5 ani, Corinne Schatzberg a refuzat divorțul timp de 11 ani. Au avut doi copii împreună. La momentul divorțului, Schatzberg era foarte cunoscut ca logodnicul lui Faye Dunaway. În 1968, Dunaway l-a părăsit pe Schatzberg pentru actorul Marcello Mastroianni. Jerry Schatzberg s-a căsătorit cu actrița franco-americană Maureen Kerwin în 1983 și au divorțat în 1998.

## Biografie
Schatzbers a fost născut într-o familie de evrei cojocari și a crescut în Bronx. A fotografiat pentru reviste precum Vogue, Esquire și McCalls. Primul lui debut ca regizor de filme a fost cu Puzzle of a Downfall Child în 1970 cu actrița Faye Dunaway. A continuat cu regizarea unor filme precum The Panic in Needle Park, cu actorul Al Pacino în 1971, Scarecrow, care a primit marele premiu la 1973 Cannes Film Festival, The Seduction of Joe Tynan, Honeysuckle Rose cu Willie Nelson, Misunderstood (bazată pe romanul lui Florence Montgomery) și Street Smart din 1987 în care actorul Morgan Freeman a primit prima lui Nominalizare Oscar.
A fost membru al juriului la 2004 Cannes Film Festival.
Ca fotograf static, una dintre cele mai faimoase imagini a lui Schatzberg a fost fotografia de coperta a albumului Blonde on Blonde a lui Bob Dyan, lansat în 1966. O colecție de poze a lui Schatzberg cu Dylan a fost publicată de către Genesis Publications în 2006, intitulată Thin Wild Mercury. Schatzberg încă locuiește în New York City, unde lucrează la cateva proiecte de filme, inclusiv o continuare a filmului "Scarecrow", scrisă împreună cu fostul publicist a lui Bruce Springsteen, Seth Cohen.

## Filmografie
- 1970 Puzzle of a Downfall Child
- 1971 The Panic in Needle Park
- 1973 Sperietoarea (Scarecrow)
- 1976 Sweet Revenge
- 1979 The Seduction of Joe Tynan
- 1980 Honeysuckle Rose
- 1984 Misunderstood
- 1984 No Small Affair
- 1987 Street Smart
- 1988 Clinton and Nadine
- 1989 Reunion
- 1992 Ben Gurion –  (pilot episode of L'encyclopédie audio-visuelle)[4]
- 1995 Lumière et compagnie a short film within the compilation project
- 2000 The Day the Ponies Come Back

## Legături externe
- Official website
- Jerry Schatzberg la Internet Movie Database
- An interview with Jerry Schatzberg Arhivat în 13 februarie 2013, la Archive.is Festival Lumière, October 2011
- Jerry Schatzberg la Cinemagia